# Crusader Kings II
Crusader Kings II (укр. Королі-хрестоносці II) — відеогра в жанрі глобальної стратегії, розроблена компанією Paradox Development Studio та опублікована Paradox Interactive. Як і перша Crusader Kings, ця гра моделює систему феодальних відносин у середньовічних Європі та Близькому Сході, включаючи особисті взаємовідносини між тисячами персонажів, війни (у тому числі хрестові походи), інтриги, боротьбу за вплив на Папу Римського тощо. Сам процес побудований виключно на грі за обраного гравцем правителя династії, а не за державу, що відрізняє цю відеогру від більшості інших ігор компанії Paradox Interactive. Випуск Crusader Kings II відбувся 14 лютого 2012. 4 травня гру було портовано на MacOS, а 24 січня 2013 року — на Linux. З 18 жовтня 2019 року гра без доповнень є повністю безкоштовною.
Вихід продовження серії під назвою Crusader Kings III відбувся 1 вересня 2020 року.

## Ігровий процес

Володіння династії Рюриковичів у 1070 році

Гравець керує життям правителя обраної середньовічної династії в період від 936 по 1453 рік (з доповненнями додається можливість почати гру в 769 або 867). Основною метою гри є продовжити династію до кінця гри в 1453 році. Кожен очільник династії впродовж життя накопичує авторитет, який після смерті вноситься до загального рахунку. Досягти високого авторитету можливо різними шляхами: завоюваннями, династичними шлюбами, інтригами, договорами тощо.
На початку гравець обирає дату старту гри та правителя, який належить до історичної династії того періоду. Дається змога обрати з-поміж пропонованих стандартних варіантів або визначити деталі вручну. Можливо грати як за голову певної держави, так і його васала. Кожному персонажеві відповідає свій рівень складності.
Гра відбувається на карті, поділеній на регіони, в реальному часі. Гравець вільний у будь-який момент призупинити гру чи змінити її швидкість, вповільнивши чи прискоривши події. На карті представлені ландшафт, міста, погодні умови й армії. Щоб династія не перервалася, гравець мусить дбати про наявність спадкоємців, регентів та прогрес утворення змов, укладати династичні шлюби та пакти. Правила спадкування можуть змінюватися по-різному, в тому числі на користь гравця. Також шлюби дозволяють робити представників династії спадкоємцями інших держав, і таким чином розширювати володіння потенційно без війн. Кожен персонаж володіє низкою рис, які визначають його поведінку. Водночас наявність претендентів на роль глави династії може стати причиною міжусобиць. Попри те, що всі основні персонажі в грі є історичними особистостями, навіть придворні (наприклад, при дворі герцога Ісландії є придворний Сноррі Стурлусон), гравець сам обирає імена спадкоємцям. Також розробники додали кілька власних персонажів як придворних в деякі з графств. У грі наявний інтегрований зв'язок історичних персонажів з Вікіпедією у вигляді посилань на відповідні статті про них.
Основою добробуту династії слугують володіння, звідки надходять прибутки й ополчення, де зводяться споруди, котрі розширюють старі можливості династії та надають нові. Династія володіє багатствами, вираженими в золоті, котре витрачається на будівництво, найм і втримання військ тощо та отримується від податків, торгівлі, грабунків, викупів. Також успіх династії визначають її престиж, благочестя (ставлення до неї релігійного лідера), ліміт доменних володінь і ліміт кількості васалів. Загальні успіхи виражаються в підсумковому рахунку.
В управлінні державою допомагає рада з п'яти радників. Канцлер визначає ефективність дипломатії та впливає на стосунки з васалами. Від маршала залежить боєздатність регулярного війська й ополчень. Управитель займається збором податків і від нього залежать обмеження на розширення володінь. Таємний радник забезпечує здійснення інтриг, розкриття змов і шпигунство. Духівник керує релігійними питаннями в державі, а також поширює релігію правителя. Склад ради з часом змінюється, кожен її учасник має свої риси та думку про інших персонажів.
Гравець може видавати укази, що визначають рівень податків, кількість призовників до війська, церковні збори тощо. Володіння лідером династії та його васалами реліквіями забезпечує певні бонуси в різних сферах життя. Реліквії можуть отримуватися як дари, захоплюватися чи створюватися. Невгідних васалів можна кинути до в'язниці чи послабити їхній вплив, позбавивши титулу.
Щоб оголошувати війни, персонажі повинні мати casus belli, як-от претензії на володіння територією чи титулом. Війська отримуються шляхом призову в доменних графствах, від васалів або платою найманцям чи священним орденам. З різними державами можуть укладатися союзи і тоді вони надаватимуть війська для допомоги. Битви відбуваються схематично: протиборчі армії, поділені на три фланги кожна, обирають тактики й на основі вихідних умов вираховується результат. Бій триває три фази: в першу атакують легка піхота та лучники, в другу важка піхота, пікінери тощо, в третю діє кавалерія. Ландшафт суттєво впливає на перебіг бою. Так, у горах легше оборонятися, а перетин річки ослаблює нападників. Різноманітні технології та культурні бонуси можуть суттєво збільшити шанси на перемогу.
Впродовж гри розвиваються технології, поділені на 3 категорії: військові, економічні та культурні. Гравець не може керувати ними безпосередньо, але швидкість вивчення технологій залежить від здібностей васалів із високими титулами та радників. Дозволяється зосередитися на певній галузі знань, щоби прискорити відкриття в ній. Технології, незалежно від вибору гравця, поширюються на навколишні території, поступово стаючи доступними й іншим династіям.
Періодично стаються такі події, як епідемія чуми, холери, іспанки, також можливі хрестові походи або монгольська навала, котрі можуть різко змінити економічну, політичну, релігійну та культурну ситуацію в регіоні.

## Розробка
19 серпня 2010 року, через 6 років після виходу першої частини гри, розробники на прохання фанатів оголосили на виставці Gamescom 2010 про початок розробки другої частини серії. Вихід Crusader Kings II відбувся 14 лютого 2012 року. Провідним розробником гри є Генрік Фореус (швед. Henrik Fåhraeus), відомий на офіційному форумі як Doomdark. Під час розробки гри щомісяця публікувався щоденник розробників.

## Доповнення
Усього вийшло 14 офіційних доповнень і один додатковий сюжет, а також більше десятка дрібних доповнень, які не впливають на ігровий процес, але додають нові портрети, новий зовнішній вигляд бойових одиниць і національну музику.
| Назва             | Дата випуску      | Випущено з патчем | Опис |
| ----------------- | ----------------- | ----------------- | --- |
| Sword of Islam    | 26 червня 2012    | 1.06              | Перше доповнення, яке дає можливість грати за мусульманські династії, а також додає їм нові події й особливості, поліпшує їхню систему інтриг. Мусульманські правителі можуть мати одну головну дружину і до трьох вторинних. Половина умінь головної дружини переходить до правителя. |
| Legacy of Rome    | 16 жовтня 2012    | 1.07              | Друге доповнення, яке додає деякі особливості до гри за Візантійську імперію. З'явилися фракції, можливості засліпити або каструвати ув'язнених для певних культур, відновити Римську імперію або подолати Велику схизму. Тепер імператори Візантії можуть самі призначати собі спадкоємців, даючи почесний титул «деспота» своєму спадкоємцю.                                                            |
| Sunset Invasion   | 15 листопада 2012 | 1.08              | Третє доповнення, яке додає новий сценарій, згідно з яким у грі відбувається вигадане вторгнення ацтеків до Європи. Це перша робота Paradox Development Studios, в якій вони відійшли від реальної історії. |
| The Republic      | 15 січня 2013     | 1.09              | Четверте доповнення, яке додає можливість грати за торгові республіки. Патриції можуть засновувати свої представництва і факторії по всьому морю. Якщо почати з 1066 року, на вибір пропонується п'ять купецьких держав: Венеція, Піза, Генуя, Амальфі й Ґотланд. Пізніше до них приєднується Ганза. Їх основне завдання — будувати в приморських провінціях торгові пости, які дають стабільні прибутки. |
| The Old Gods      | 28 травня 2013    | 1.10              | П'яте доповнення, яке дозволяє грати за язичницьку або зороастрійську династію, а також робить доступною більш ранню дату початку гри — 867 рік. |
| Sons of Abraham   | 18 листопада 2013 | 2.0               | Шосте доповнення, в якому було істотно розширено взаємодію гравця з католицькими церквою й військово-чернечими орденами, а також іншими авраамічними релігіями. Тепер з'явилася можливість з допомогою єпископів впливати на Папську курію та брати позики в орденів. Також гравець може грати за юдейських каганів Хазарії, відтворити Юдейське царство і відновити Храм Соломона.                       |
| Rajas of India    | 25 березня 2014   | 2.1               | Сьоме доповнення. Відкриває гравцю можливість грати за правителів, сповідуючих дхармічні релігії або даосизм. |
| Charlemagne       | 14 жовтня 2014    | 2.2               | Восьме доповнення. Покращує деякі описові аспекти гри, а також робить доступною ранішу дату початку гри — 769 рік. |
| Way of Life       | 16 грудня 2014    | 2.3               | Дев'яте доповнення. Дозволяє гравцям безпосередньо своїми діями впливати на події, що можуть відбутися, а не покладатися виключно на риси характеру свого персонажа або випадковість. |
| Horse Lords       | 14 липня 2015     | 2.4               | Десяте доповнення. Відкриває гравцю можливість грати за кочові племена. |
| Conclave          | 2 лютого 2016     | 2.5               | Одинадцяте доповнення. Покращує взаємодію персонажа з васалами, дає владу законодавців владі та переробляє систему освіти дітей. |
| The Reaper's Due  | 25 серпня 2016    | 2.6               | Дванадцяте доповнення. Покращує механіки чуми, епідемій, незначних захворювань та поглиблює взаємодію з придворними. |
| Monks and Mystics | 7 березня 2017    | 2.7               | Тринадцяте доповнення. Додано таємні товариства, нові артефакти та реліквії, нових радників та можливість віддавати команди союзним арміям. |
| Jade Dragon       | 16 листопада 2017 | 2.8               | Чотирнадцяте доповнення. Додає Китайську імперію поза картою та механіку взаємодії з ним, нові китайські артефакти, нові casus belli для малих правителів та дозволяє грати за правителів, сповідуючих даосизм або бонське язичництво. |
| Holy Fury         | 13 листопада 2018 | 3.0               | П'ятнадцяте доповнення. Розширює можливості реформації язичницьких релігій, вводить нові події, пов'язані з хрестовими походами, додає нові механіки: коронацію правителя для католиків та канонізацію родів, а також дає можливість зіграти на процедурно згенерованих картах. |

## Продовження
28 липня 2018 року головний виконавчий директор Paradox Interactive Фред Вестер розповів, що для Crusader Kings II може вийти продовження, оскільки відеогра, на його думку, вже переповнена різноманітними механіками та системами від доповнень, а це ускладнює розроблення нового вмісту для CK II. У жовтні 2019 року нова частина була вперше представлена під час тогорічного PDXCon, відеоігрового розважального заходу від Paradox Interactive. Анонсування супроводжувалося випуском першого промоційного відеоролика та знімків екрана із зображенням майбутнього проєкту. 14 травня 2020 було повідомлено, що Crusader Kings III запланована до випуску 1 вересня 2020 року.

## Оцінки й відгуки
| Агрегатор  | Оцінка |
| ---------- | ------ |
| Metacritic | 82/100 |

| Видання      | Оцінка |
| ------------ | ------ |
| GameSpot     | 8/10   |
| IGN          | 8/10   |
| PC PowerPlay | 7/10   |

Гра зібрала середню оцінку 82 бали зі 100 на агрегаторі Metacritic.
Тім Стоун з PC Gamer вказував, що жодна з ситуації у грі не написана заздалегідь за сценарієм і гравці здатні розіграти найнеймовірніші інтриги в дусі середньовіччя. «Усі вони виникли спонтанно із вражаюче насиченого та барвистого зображення середньовічної Європи. Використовуючи ігровий рушій Clausewitz, який ми востаннє бачили в Sengoku, CK2 наважується моделювати феодальну систему у всій її підступній, панібратській славі».
Еріг Нейгер з IGN відгукнувся: «Одна з дивовижних рис Crusader Kings II полягає в тому, що як для творіння Paradox її насправді досить легко освоїти. Проте вона не для тих, хто слабкодухий (або кому бракує часу), але якщо ви готові трохи помучитися на початку, щоб осилити її, це зрештою винагородить вас дуже приємним ігровим досвідом». Підкреслювалося, що хоча події спираються на історію, гра передбачає велику кількість несподіваних ситуацій і зв'язків між рішеннями. Вона не нав'язує конкретної мети і тим самим дозволяє гравцям самими для себе визначити що вони вважатимуть перемогою.
Александра Голл з GamesRadar+ відмітила, що якщо з одного боку Crusader Kings II пропонує цікаві й часом кумедні історії та детальну симуляцію середньовічного життя з його підступністю та лукавством, то з іншого її складно освоїти новим гравцям, гра має перевантажений інтерфейс, а її оригінальна версія ігнорує держави за межами Європи та зосереджується на династіях, які сповідують християнство, хоча язичники й мусульмани відігравали значну роль в ту епоху.
Адам Б'єссенер з Game Informer похвалив гру за дуже високий потенціал до реграбельності. Вказувалося, що графіка в Crusader Kings II примітивна, але це сприяє легкості сприйняття того, що відбувається на карті. Різні події несподівано впливають одна на одну, видаючи цікаві ситуації, на які водночас є змога зреагувати, щоб протистояти ворогам чи скористатися тимчасовою вигодою.
У вересні 2014 року продажі оригінальної Crusader Kings II досягнули 1 млн примірників, що зробило її найуспішнішою грою від Paradox на той час. За підрахунками Paradox, щодня в Crusader Kings II грали в середньому 12500 осіб, кожна провівши близько 99 годин у грі.